# 米尔顿·赫尔希学校
米尔顿·赫尔希学校（英語：Milton Hershey School）是一所囊括了学前班阶段至高中阶段教育的综合性慈善学校。它位于美国宾夕法尼亚州的赫尔希镇，由巧克力大王，好时公司创始人米尔顿·史内夫里·赫尔希及其夫人创建。学校始建于1909年，最初是专门为家境贫寒白人男性孤儿所设，如今学校仍然致力于向各種族裔的低收入家庭的儿女提供教育。学校的支出来自米尔顿·赫尔希信托基金，该基金是好时公司30%股票和好时乐园的拥有者。如今，该学校的资产约为70亿美元。

## 历史
由于赫尔希夫妇自己没有子女，他们便想用自己的财富为那些男性孤儿提供教育。带着这一想法，好时工业学校（Hershey Industrial School）在1909年11月15日成立在了赫尔希的家乡。直到几年之后，它才迎来了第一批4名学生。1918年，在赫尔希夫人去世3年后，米尔顿·赫尔希将自己6千万美元的全部个人资产都投入到了学校中去。1951年，学校改成了现在的名字。1976年后学校开始接纳女生。如今学校的1800名学生中有一半是女生，白人学生也只占到了一半。学校计划在2013年将学生人数发展至2100人。

## 设施与教学
赫尔希学校不仅注重学生的日常教育，同时还对学生进行吃穿住行、医疗方面的家庭式管理。如今的赫尔希学校拥有一百多栋宿舍楼、3栋教学楼、一个7万5千册藏书的图书室、一个艺术中心、一个办公大楼、体育中心和其他一些辅助建筑。学生们在学校内学习的是标准课程，每天在学校内约学习7个小时。他们中有一半的人进入4年制大学，4成接受2年制技术学校教育。大约有百分之10的孩子会因为想家、家长改变主意等原因中途离开学校。为了照顾学生，学校每年花费在一个学生上的费用约为7万5千美元，读书期间学生不用在医疗、生活开销上花费一分钱。当他们达到11年级后可以获得一台笔记本电脑，考上大学后学校会支付一笔7万7千美元的奖金。100多年来，共有9000余人从学校毕业。每年向其提交入学申请的学生有数千人之多，而经过综合考虑之后，只有其中的300余人会被最终录取。